# The Italian Barber
«The Italian Barber» — американский короткометражный комедийный фильм Дэвида Уорка Гриффита.

## Сюжет
Фильм рассказывает о парикмахере по имени Тони, который встречает известную девушку, Алису, владеющую киоском на соседнем углу, и влюбляется в неё. Они поженились. И вдруг артистка Флоренс, сестра Алисы, возвращается из гастрольного тура...

## В ролях
| Актёр           | Роль      |
| --------------- | --------- |
| Джозеф Грейбилл | Тони      |
| Мэри Пикфорд    | Элис      |
| Мэрион Саншайн  | Флоренс   |
| Мак Сеннет      | Бобби Мак |
| Кейт Брюс       | мать      |
| Дональд Крисп   |           |
| Эдвард Диллон   |           |
| Джон Т. Диллон  |           |
| Роберт Херрон   |           |
| Генри Лерман    |           |